# Division IIB du Championnat du monde féminin de hockey sur glace 2017
Navigation
Division IIB 2016 Division IIB 2018
Le tournoi de la Division IIB du Championnat du monde féminin de hockey sur glace 2017 se déroule à Reykjavik en Islande du 27 février au 3 mars 2017.
| \| Localisation de Reykjavik en Islande \| Localisation de Reykjavik en Islande |
| Localisation de Reykjavik en Islande                                            |

## Format de la compétition
Le Championnat du monde féminin de hockey sur glace est un ensemble de plusieurs tournois regroupant les nations en fonction de leur niveau. Les meilleures équipes disputent le titre dans la Division Élite.
Les 8 équipes de la Division Élite sont réparties en deux groupes de 4 : les mieux classées dans le groupe A et les autres dans le groupe B. Chaque groupe est disputé sous la forme d'un championnat à matches simples. Les 2 premiers du groupe A sont qualifiés d'office pour les demi-finales. Les 2 derniers du groupe A et les 2 premiers du groupe B s'affrontent lors de quarts de finale croisés. Les 2 derniers du groupe B participent au tour de relégation qui détermine l'équipe qui sera reléguée en Division IA lors de l'édition de 2018.
Pour les autres divisions qui comptent 6 équipes (sauf le groupe de Qualification pour la Division IIB qui en compte 5), les équipes s’affrontent entre elles et, à l'issue de cette compétition, le premier est promu dans la division supérieure et le dernier est relégué dans la division inférieure.
Lors des phases de poule, les points sont attribués ainsi :
- 3 points pour une victoire dans le temps réglementaire ;
- 2 points pour une victoire en prolongation ou aux tirs de fusillade ;
- 1 point pour une défaite en prolongation ou aux tirs de fusillade ;
- 0 point pour une défaite dans le temps réglementaire.

Concernant la Division IIB, la Croatie, reléguée de la Division IIA a déclaré forfait pour l'édition 2017. De ce fait, la Turquie, initialement reléguée en Qualification pour la Division IIB, a été repêchée.

## Résultats
| 27 février 2017 | Turquie | 3-5 (1-3, 1-2, 1-0) | Nouvelle-Zélande | Laugardalur Arena 164 spectateurs |

| Feuille de match | Feuille de match | Feuille de match                | Feuille de match | Feuille de match                                                          |
| ---------------- | --- | ------------------------------- | --- | ------------------------------------------------------------------------- |
|                  | Tayğar (Baktıroğlu) — 4 min 46 s - Baktıroğlu (Demirkol) — 38 min 6 s (SN) Yurt (Tayğar, Baktıroğlu) — 58 min 48 s (JS) | 1-0 1-1 1-2 1-3 1-4 1-5 2-5 3-5 | - Murry (Thakker) — 8 min 21 s Thakker (Neville-Lamb, Murray) — 16 min 37 s (SN) Thakker (Goulding) — 19 min 23 s (IN) Thakker — 21 min 44 s (IN) Davis (A. Hyde) — 28 min 23 s - | Arbitrage : Gabriela Malá Juges de lignes : Veronika Dopitová Julia Weegh |
| Dadaşoğlu        | Gardiens | Hyde                            | | Arbitrage : Gabriela Malá Juges de lignes : Veronika Dopitová Julia Weegh |
| 20 min           | Pénalités | 14 min                          | | Arbitrage : Gabriela Malá Juges de lignes : Veronika Dopitová Julia Weegh |
| 16               | Tirs | 39                              | | Arbitrage : Gabriela Malá Juges de lignes : Veronika Dopitová Julia Weegh |

| 27 février 2017 | Mexique | 3-1 (2-0, 0-1, 1-0) | Espagne | Laugardalur Arena 280 spectateurs |

| Feuille de match | Feuille de match                                                                                           | Feuille de match | Feuille de match            | Feuille de match                                                                      |
| ---------------- | --- | ---------------- | --------------------------- | ------------------------------------------------------------------------------------- |
|                  | Chávez (Cruz, Tellez) — 1 min 30 s (SN) Chávez (Tellez) — 14 min 54 s (2 SN) - Escobedo — 54 min 38 s (SN) | 1-0 2-0 2-1 3-1  | - A. Merino — 34 min 18 s - | Arbitrage : Henna-Maria Koivuluoma Juges de lignes : Linn Forsberg Leigh Hetherington |
| Renteria         | Gardiens                                                                                                   | Gonzalo          |                             | Arbitrage : Henna-Maria Koivuluoma Juges de lignes : Linn Forsberg Leigh Hetherington |
| 12 min           | Pénalités                                                                                                  | 18 min           |                             | Arbitrage : Henna-Maria Koivuluoma Juges de lignes : Linn Forsberg Leigh Hetherington |
| 17               | Tirs | 24               |                             | Arbitrage : Henna-Maria Koivuluoma Juges de lignes : Linn Forsberg Leigh Hetherington |

| 27 février 2017 | Islande | 7-2 (3-0, 1-0, 3-2) | Roumanie | Laugardalur Arena 420 spectateurs |

| Feuille de match | Feuille de match | Feuille de match                    | Feuille de match                                            | Feuille de match                                                            |
| ---------------- | --- | ----------------------------------- | ----------------------------------------------------------- | --------------------------------------------------------------------------- |
|                  | Jóhannesdóttir (Baldursdóttir) — 5 min 49 s Su. Björgvinsdóttir (Viðarsdóttir) — 6 min 17 s (SN) Si. Björgvinsdóttir — 15 min 57 s (IN) Si. Björgvinsdóttir (Guðbjartsdóttir) — 29 min 36 s - Karvelsdóttir (Ingadóttir, Guðbjartsdóttir) — 44 min 59 s (SN) Þórisdóttir (D. Björgvinsdóttir) — 49 min 51 s - Baldursdóttir (Jóhannesdóttir, Ágústsdóttir) — 59 min 35 s (SN) | 1-0 2-0 3-0 4-0 4-1 5-1 6-1 6-2 7-2 | - Oprea (Balló) — 42 min 1 s - Popescu (Ana) — 52 min 5 s - | Arbitrage : Katalin Gérnyi Juges de lignes : Senovwa Mollen Julia Tschirner |
| Väljaots         | Gardiens | Herescu                             |                                                             | Arbitrage : Katalin Gérnyi Juges de lignes : Senovwa Mollen Julia Tschirner |
| 12 min           | Pénalités | 18 min                              |                                                             | Arbitrage : Katalin Gérnyi Juges de lignes : Senovwa Mollen Julia Tschirner |
| 51               | Tirs | 22                                  |                                                             | Arbitrage : Katalin Gérnyi Juges de lignes : Senovwa Mollen Julia Tschirner |

| 28 février 2017 | Espagne | 3-2 (pr) (2-2, 0-0, 0-0, 1-0) | Nouvelle-Zélande | Laugardalur Arena 100 spectateurs |

| Feuille de match | Feuille de match                                                                                                 | Feuille de match    | Feuille de match                                                                       | Feuille de match                                                      |
| ---------------- | --- | ------------------- | -------------------------------------------------------------------------------------- | --------------------------------------------------------------------- |
|                  | - S. Danielsson (L. Danielsson) — 15 min 50 s Rivera (Muñoz, Álvarez) — 19 min 32 s (SN) A. Merino — 62 min 26 s | 0-1 0-2 1-2 2-2 3-2 | Goulding (David, A. Hyde) — 14 min 26 s (SN) Shields (Murray, Thakker) — 14 min 57 s - | Arbitrage : Elena Ivanova Juges de lignes : Linn Forsberg Julia Weegh |
| Gonzalo          | Gardiens | Hyde                |                                                                                        | Arbitrage : Elena Ivanova Juges de lignes : Linn Forsberg Julia Weegh |
| 27 min           | Pénalités | 12 min              |                                                                                        | Arbitrage : Elena Ivanova Juges de lignes : Linn Forsberg Julia Weegh |
| 29               | Tirs | 25                  |                                                                                        | Arbitrage : Elena Ivanova Juges de lignes : Linn Forsberg Julia Weegh |

| 28 février 2017 | Roumanie | 4-6 (2-3, 1-2, 1-1) | Turquie | Laugardalur Arena 80 spectateurs |

| Feuille de match | Feuille de match                                                                                               | Feuille de match                        | Feuille de match | Feuille de match                                                                       |
| ---------------- | --- | --------------------------------------- | --- | -------------------------------------------------------------------------------------- |
|                  | - Balló — 4 min 23 s Ana (Popescu) — 12 min 35 s (SN) - Ana (Barta) — 20 min 15 s (SN) - Popescu — 59 min 17 s | 0-1 0-2 1-2 2-2 2-3 3-3 3-4 3-5 3-6 4-6 | Baktıroğlu — 40 s Baktıroğlu (Yılmaz) — 3 min 6 s - Yurt — 18 min 15 s - Baktıroğlu — 22 min 29 s Baktıroğlu — 38 min 24 s (IN) Demirkol (Baktıroğlu) — 54 min 11 s - | Arbitrage : Henna-Maria Koivuluoma Juges de lignes : Veronika Dopitová Julia Tschirner |
| Herescu          | Gardiens | Dadaşoğlu                               | | Arbitrage : Henna-Maria Koivuluoma Juges de lignes : Veronika Dopitová Julia Tschirner |
| 12 min           | Pénalités | 6 min                                   | | Arbitrage : Henna-Maria Koivuluoma Juges de lignes : Veronika Dopitová Julia Tschirner |
| 33               | Tirs | 42                                      | | Arbitrage : Henna-Maria Koivuluoma Juges de lignes : Veronika Dopitová Julia Tschirner |

| 28 février 2017 | Islande | 2-4 (1-1, 1-1, 0-2) | Mexique | Laugardalur Arena 350 spectateurs |

| Feuille de match | Feuille de match | Feuille de match        | Feuille de match                                                                                | Feuille de match                                                                 |
| ---------------- | --- | ----------------------- | ----------------------------------------------------------------------------------------------- | -------------------------------------------------------------------------------- |
|                  | - Su. Björgvinsdóttir (Si. Björgvinsdóttir) — 15 min 10 s (SN) - Su. Björgvinsdóttir (Karvelsdóttir) — 39 min 22 s (SN) - | 0-1 1-1 1-2 2-2 2-3 2-4 | Tellez (Ayala) — 15 min 4 s - Cruz — 21 min 38 s - Tellez — 56 min 9 s Chávez — 59 min 4 s (CV) | Arbitrage : Gabriela Malá Juges de lignes : Leigh Hetherington Oksana Shestakova |
| Väljaots         | Gardiens | Renteria                |                                                                                                 | Arbitrage : Gabriela Malá Juges de lignes : Leigh Hetherington Oksana Shestakova |
| 8 min            | Pénalités | 4 min                   |                                                                                                 | Arbitrage : Gabriela Malá Juges de lignes : Leigh Hetherington Oksana Shestakova |
| 30               | Tirs | 23                      |                                                                                                 | Arbitrage : Gabriela Malá Juges de lignes : Leigh Hetherington Oksana Shestakova |

| 2 mars 2017 | Espagne | 8-1 (1-1, 1-0, 6-0) | Roumanie | Laugardalur Arena 60 spectateurs |

| Feuille de match | Feuille de match | Feuille de match                    | Feuille de match             | Feuille de match                                                                 |
| ---------------- | --- | ----------------------------------- | ---------------------------- | -------------------------------------------------------------------------------- |
|                  | - Villar (Rivera, A. Merino) — 11 min 27 s Muñoz (S. Danielsson, L. Danielsson) — 37 min 15 s Sans (P. Merino) — 44 min 9 s S. Danielsson (L. Danielsson) — 46 min 21 s Muñoz — 46 min 53 s A. Merino — 47 min 12 s A. Merino (Senac Gómez, Villar) — 47 min 55 s (SN) Sans (Rivera) — 54 min 12 s | 0-1 1-1 2-1 3-1 4-1 5-1 6-1 7-1 8-1 | Ana (Popescu) — 9 min 40 s - | Arbitrage : Gabriela Malá Juges de lignes : Veronika Dopitová Leigh Hetherington |
| Gonzalo          | Gardiens | Kurko                               |                              | Arbitrage : Gabriela Malá Juges de lignes : Veronika Dopitová Leigh Hetherington |
| 4 min            | Pénalités | 12 min                              |                              | Arbitrage : Gabriela Malá Juges de lignes : Veronika Dopitová Leigh Hetherington |
| 50               | Tirs | 16                                  |                              | Arbitrage : Gabriela Malá Juges de lignes : Veronika Dopitová Leigh Hetherington |

| 2 mars 2017 | Mexique | 1-0 (0-0, 1-0, 0-0) | Nouvelle-Zélande | Laugardalur Arena 95 spectateurs |

| Feuille de match | Feuille de match                  | Feuille de match | Feuille de match | Feuille de match                                                           |
| ---------------- | --------------------------------- | ---------------- | ---------------- | -------------------------------------------------------------------------- |
|                  | G. Rojas (Cárdenas) — 34 min 56 s | 1-0              | -                | Arbitrage : Katalin Gérnyi Juges de lignes : Linn Forsberg Julia Tschirner |
| Renteria         | Gardiens                          | Hyde             |                  | Arbitrage : Katalin Gérnyi Juges de lignes : Linn Forsberg Julia Tschirner |
| 6 min            | Pénalités                         | 8 min            |                  | Arbitrage : Katalin Gérnyi Juges de lignes : Linn Forsberg Julia Tschirner |
| 15               | Tirs                              | 28               |                  | Arbitrage : Katalin Gérnyi Juges de lignes : Linn Forsberg Julia Tschirner |

| 2 mars 2017 | Islande | 6-0 (4-0, 0-0, 2-0) | Turquie | Laugardalur Arena 470 spectateurs |

| Feuille de match | Feuille de match | Feuille de match                            | Feuille de match | Feuille de match                                                       |
| ---------------- | --- | ------------------------------------------- | ---------------- | ---------------------------------------------------------------------- |
|                  | Su. Björgvinsdóttir (Karvelsdóttir, Viðarsdóttir) — 4 min 53 s Jóhannesdóttir (Ágústsdóttir, Viðarsdóttir) — 9 min 17 s (2 SN) Geirsdóttir (Ágústsdóttir, Viðarsdóttir) — 15 min 55 s (SN) Jóhannesdóttir (Sveinsdóttir) — 19 min 40 s Karvelsdóttir (Ágústsdóttir, Jóhannesdóttir) — 49 min 36 s (SN) Jóhannesdóttir (Sveinsdóttir) — 59 min 56 s | 1-0 2-0 3-0 4-0 5-0 6-0                     | -                | Arbitrage : Elena Ivanova Juges de lignes : Senovwa Mollen Julia Weegh |
| Þorsteinsdóttir  | Gardiens | Dadaşoğlu (56 min 50 s) Kırant (3 min 10 s) |                  | Arbitrage : Elena Ivanova Juges de lignes : Senovwa Mollen Julia Weegh |
| 8 min            | Pénalités | 10 min                                      |                  | Arbitrage : Elena Ivanova Juges de lignes : Senovwa Mollen Julia Weegh |
| 53               | Tirs | 17                                          |                  | Arbitrage : Elena Ivanova Juges de lignes : Senovwa Mollen Julia Weegh |

| 3 mars 2017 | Roumanie | 0-6 (0-3, 0-1, 0-2) | Mexique | Laugardalur Arena 21 spectateurs |

| Feuille de match | Feuille de match | Feuille de match        | Feuille de match | Feuille de match                                                              |
| ---------------- | ---------------- | ----------------------- | --- | ----------------------------------------------------------------------------- |
|                  | -                | 0-1 0-2 0-3 0-4 0-5 0-6 | Tellez (Cárdenas) — 5 min Chávez (G. Rojas, Tellez) — 12 min 17 s Cárdenas (Aravena, Meza) — 18 min 21 s G. Rojas — 32 min 16 s J. Rojas (Chávez) — 54 min 54 s Tellez — 57 min 37 s | Arbitrage : Katalin Gérnyi Juges de lignes : Oksana Shestakova ulia Tschirner |
| Kurko            | Gardiens         | Meza                    | | Arbitrage : Katalin Gérnyi Juges de lignes : Oksana Shestakova ulia Tschirner |
| 2 min            | Pénalités        | 2 min                   | | Arbitrage : Katalin Gérnyi Juges de lignes : Oksana Shestakova ulia Tschirner |
| 20               | Tirs             | 50                      | | Arbitrage : Katalin Gérnyi Juges de lignes : Oksana Shestakova ulia Tschirner |

| 3 mars 2017 | Turquie | 0-11 (0-2, 0-5, 0-4) | Espagne | Laugardalur Arena 34 spectateurs |

| Feuille de match                            | Feuille de match | Feuille de match                              | Feuille de match | Feuille de match                                                              |
| ------------------------------------------- | ---------------- | --------------------------------------------- | --- | ----------------------------------------------------------------------------- |
|                                             | -                | 0-1 0-2 0-3 0-4 0-5 0-6 0-7 0-8 0-9 0-10 0-11 | S. Danielsson (Muñoz) — 8 min 30 s Muñoz — 19 min 18 s Grande (Senac Gómez) — 21 min 28 s A. Merino (Muñoz, S. Danielsson) — 25 min 55 s (SN) A. Merino (Oritz) — 31 min 36 s (IN) L. Danielsson (Muñoz, S. Danielsson) — 35 min 36 s Hernández (Ayala, Rivera) — 38 min 8 s S. Danielsson (Muñoz, L. Danielsson) — 46 min 7 s Hernández (Rivera) — 53 min 33 s Ortega (Grande) — 57 min 24 s Rivera (Ayala) — 57 min 42 s | Arbitrage : Elena Ivanova Juges de lignes : Leigh Hetherington Senovwa Mollen |
| Dadaşoğlu (55 min 30 s) Kırant (4 min 30 s) | Gardiens         | Gonzalo (40 min) Garcia (20 min)              | | Arbitrage : Elena Ivanova Juges de lignes : Leigh Hetherington Senovwa Mollen |
| 12 min                                      | Pénalités        | 6 min                                         | | Arbitrage : Elena Ivanova Juges de lignes : Leigh Hetherington Senovwa Mollen |
| 19                                          | Tirs             | 69                                            | | Arbitrage : Elena Ivanova Juges de lignes : Leigh Hetherington Senovwa Mollen |

| 3 mars 2017 | Nouvelle-Zélande | 4-3 (1-0, 1-3, 2-0) | Islande | Laugardalur Arena 578 spectateurs |

| Feuille de match | Feuille de match | Feuille de match            | Feuille de match | Feuille de match                                                                     |
| ---------------- | --- | --------------------------- | --- | ------------------------------------------------------------------------------------ |
|                  | Thakker (Jensen) — 5 min 17 s - Neville-Lamb (Thakker) — 30 min 40 s Murray (Shields) — 53 min 34 s Gregory (Thakker, Goulding) — 56 min 18 s | 1-0 1-1 1-2 1-3 2-3 3-3 4-3 | - Jóhannesdóttir (Karvelsdóttir) — 20 min 41 s Jóhannesdóttir (Su. Björgvinsdóttir) — 26 min 19 s (IN) Si. Björgvinsdóttir (Su. Björgvinsdóttir) — 29 min 15 s - | Arbitrage : Henna-Maria Koivuluoma Juges de lignes : Veronika Dopitová Linn Forsberg |
| Hyde             | Gardiens | Väljaots                    | | Arbitrage : Henna-Maria Koivuluoma Juges de lignes : Veronika Dopitová Linn Forsberg |
| 4 min            | Pénalités | 8 min                       | | Arbitrage : Henna-Maria Koivuluoma Juges de lignes : Veronika Dopitová Linn Forsberg |
| 28               | Tirs | 31                          | | Arbitrage : Henna-Maria Koivuluoma Juges de lignes : Veronika Dopitová Linn Forsberg |

| 5 mars 2017 | Mexique | 5-6 (2-0, 3-4, 0-2) | Turquie | Laugardalur Arena 52 spectateurs |

| Feuille de match | Feuille de match | Feuille de match                            | Feuille de match | Feuille de match                                                          |
| ---------------- | --- | ------------------------------------------- | --- | ------------------------------------------------------------------------- |
|                  | J. Rojas (Chávez) — 12 min Cárdenas (G. Rojas, Tellez) — 17 min 37 s - Chávez (J. Rojas) — 21 min 28 s - J. Rojas (Chávez) — 24 min 8 s - J. Rojas (Chávez) — 38 min 36 s - | 1-0 2-0 2-1 3-1 3-2 4-2 4-3 4-4 5-4 5-5 5-6 | - Yılmaz (Baktıroğlu, Eryılmaz) — 21 min 5 s - Lökbaş (Tayğar) — 22 min 29 s - Yılmaz (Baktıroğlu) — 25 min Baktıroğlu (Demirkol) — 37 min 15 s - Baktıroğlu — 47 min 3 s Baktıroğlu (Demirkol) — 59 min 17 s | Arbitrage : Elena Ivanova Juges de lignes : Oksana Shestakova Julia Weegh |
| Meza             | Gardiens | Dadaşoğlu                                   | | Arbitrage : Elena Ivanova Juges de lignes : Oksana Shestakova Julia Weegh |
| 6 min            | Pénalités | 8 min                                       | | Arbitrage : Elena Ivanova Juges de lignes : Oksana Shestakova Julia Weegh |
| 52               | Tirs | 26                                          | | Arbitrage : Elena Ivanova Juges de lignes : Oksana Shestakova Julia Weegh |

| 5 mars 2017 | Nouvelle-Zélande | 9-3 (1-0, 4-3, 4-0) | Roumanie | Laugardalur Arena 43 spectateurs |

| Feuille de match                     | Feuille de match | Feuille de match                                | Feuille de match                                                                             | Feuille de match                                                          |
| ------------------------------------ | --- | ----------------------------------------------- | -------------------------------------------------------------------------------------------- | ------------------------------------------------------------------------- |
|                                      | Jensen (Thakker, Keenan) — 4 min 7 s Heale (Thakker) — 22 min 2 s Thakker (Heale) — 24 min 48 s Heale (Thakker) — 33 min 40 s - Heale (Thakker) — 36 min 48 s - Thakker — 51 min 55 s Davis (Murray, Goulding) — 54 min 39 s Goulding (Kloss) — 58 min 12 s Thakker (Murray) — 59 min 37 s | 1-0 2-0 3-0 4-0 4-1 5-1 5-2 5-3 6-3 7-3 8-3 9-3 | - Bíró (Ana, Popescu) — 35 min 4 s - Ana (Popescu) — 36 min 55 s Ana (Balló) — 37 min 12 s - | Arbitrage : Katalin Gérnyi Juges de lignes : Linn Forsberg Senovwa Mollen |
| Hyde (56 min 36 s) Crump(3 min 24 s) | Gardiens | Kurko                                           |                                                                                              | Arbitrage : Katalin Gérnyi Juges de lignes : Linn Forsberg Senovwa Mollen |
| 2 min                                | Pénalités | 6 min                                           |                                                                                              | Arbitrage : Katalin Gérnyi Juges de lignes : Linn Forsberg Senovwa Mollen |
| 76                                   | Tirs | 21                                              |                                                                                              | Arbitrage : Katalin Gérnyi Juges de lignes : Linn Forsberg Senovwa Mollen |

| 5 mars 2017 | Espagne | 3-1 (2-0, 1-0, 0-1) | Islande | Laugardalur Arena 682 spectateurs |

| Feuille de match | Feuille de match | Feuille de match                                     | Feuille de match                                                      | Feuille de match                                                                        |
| ---------------- | --- | ---------------------------------------------------- | --------------------------------------------------------------------- | --------------------------------------------------------------------------------------- |
|                  | L. Abrisqueta (Rivera) — 1 min 55 s V. Abrisqueta (L. Abrisqueta, Villar) — 13 min 29 s Rivera (Hernández, L. Abrisqueta) — 22 min 26 s - | 1-0 2-0 3-0 3-1                                      | - Karvelsdóttir (Su. Björgvinsdóttir, Geirsdóttir) — 50 min 45 s (SN) | Arbitrage : Henna-Maria Koivuluoma Juges de lignes : Leigh Hetherington Julia Tschirner |
| Gonzalo          | Gardiens | Väljaots (22 min 26 s) Þorsteinsdóttir (37 min 10 s) |                                                                       | Arbitrage : Henna-Maria Koivuluoma Juges de lignes : Leigh Hetherington Julia Tschirner |
| 14 min           | Pénalités | 24 min                                               |                                                                       | Arbitrage : Henna-Maria Koivuluoma Juges de lignes : Leigh Hetherington Julia Tschirner |
| 42               | Tirs | 26                                                   |                                                                       | Arbitrage : Henna-Maria Koivuluoma Juges de lignes : Leigh Hetherington Julia Tschirner |

## Classement
Pour les significations des abréviations, voir statistiques du hockey sur glace.
| Clt   | Équipe           | PJ | V | VP | D | DP | BP | BC | Diff | Pts |
| ----- | ---------------- | -- | - | -- | - | -- | -- | -- | ---- | --- |
| +001, | Mexique          | 5  | 4 | 0  | 1 | 0  | 19 | 9  | +10  | 12  |
| +002, | Espagne          | 5  | 3 | 1  | 1 | 0  | 26 | 7  | +19  | 11  |
| +003, | Nouvelle-Zélande | 5  | 3 | 0  | 1 | 1  | 20 | 13 | +7   | 10  |
| +004, | Islande          | 5  | 2 | 0  | 3 | 0  | 19 | 13 | +6   | 6   |
| +005, | Turquie          | 5  | 2 | 0  | 3 | 0  | 15 | 31 | -16  | 6   |
| +006, | Roumanie (P)     | 5  | 0 | 0  | 5 | 0  | 10 | 36 | -26  | 0   |

- Promu en Division IIA en 2018
- Relégué en Qualification pour la Division IIB en 2018[1],[2]

## Statistiques individuelles
Pour les significations des abréviations, voir statistiques du hockey sur glace.
| Clt | Joueuse                | Équipe           | PJ | B | A | Pts | +/- | Pun |
| --- | ---------------------- | ---------------- | -- | - | - | --- | --- | --- |
| 1   | Anjali Thakker         | Nouvelle-Zélande | 5  | 7 | 8 | 15  | +9  | 2   |
| 2   | Çağla Baktıroğlu       | Turquie          | 5  | 7 | 6 | 13  | +1  | 0   |
| 3   | María Chávez           | Mexique          | 5  | 5 | 4 | 9   | +4  | 4   |
| 4   | Flosrún Jóhannesdóttir | Islande          | 5  | 6 | 2 | 8   | +1  | 6   |
| 5   | Claudia Tellez         | Mexique          | 5  | 4 | 4 | 8   | +6  | 4   |
| 6   | Vega Muñoz             | Espagne          | 5  | 3 | 5 | 8   | +7  | 6   |
| 7   | Carmen Rivera          | Espagne          | 5  | 3 | 5 | 8   | +7  | 2   |
| 8   | Ainhoa Merino          | Espagne          | 5  | 6 | 1 | 7   | +7  | 4   |
| 9   | Voicu Ana              | Roumanie         | 5  | 5 | 2 | 7   | −4  | 14  |
| 10  | Sunna Björgvinsdóttir  | Islande          | 5  | 4 | 3 | 7   | +4  | 4   |

| Clt | Joueuse         | Équipe           | PJ | Min          | BC | Moy  | %Arr | Bl |
| --- | --------------- | ---------------- | -- | ------------ | -- | ---- | ---- | -- |
| 1   | Mónica Renteria | Mexique          | 3  | 180 min 0 s  | 3  | 1,00 | 96,3 | 1  |
| 2   | Alba Gonzalo    | Espagne          | 5  | 282 min 26 s | 7  | 1,49 | 93,0 | 0  |
| 3   | Lochlyn Hyde    | Nouvelle-Zélande | 5  | 297 min 47 s | 13 | 2,62 | 88,9 | 0  |
| 4   | Kübra Dadaşoğlu | Turquie          | 5  | 290 min 55 s | 28 | 5,77 | 88,3 | 0  |
| 5   | Elise Väljaots  | Islande          | 4  | 199 min 45 s | 12 | 3,60 | 87,2 | 0  |
| 6   | Andrea Kurko    | Roumanie         | 3  | 180 min 0 s  | 23 | 7,67 | 86,9 | 0  |
| 7   | Andree Herescu  | Roumanie         | 2  | 120 min 0 s  | 13 | 6,50 | 86,0 | 0  |

Pour les significations des abréviations, voir statistiques du hockey sur glace.
Nota : seules sont classées les gardiennes ayant joué au minimum 40 % du temps de jeu de leur équipe.